# Joseph Spencer
Joseph Whittelsey Spencer (New York, 24 febbraio 1880 – Westbrook, 19 dicembre 1963) è stato un nuotatore statunitense.
Prese parte alle gare di nuoto dei Giochi olimpici intermedi, gareggiando nella staffetta 4x250m stile libero, con la squadra statunitense, composta anche da Charlie Daniels, Frank Bornamann e Marquard Schwarz, arrivando quarti. Partecipò anche alla gara del 1 miglio stile libero, arrivando nono, con un tempo di 34'50"0.